# Wilsonville (Alabama)
Wilsonville is een plaats (town) in de Amerikaanse staat Alabama, en valt bestuurlijk gezien onder Shelby County.

## Demografie
Bij de volkstelling in 2000 werd het aantal inwoners vastgesteld op 1551.
In 2006 is het aantal inwoners door het United States Census Bureau geschat op 1786, een stijging van 235 (15.2%).

## Geografie
Volgens het United States Census Bureau beslaat de plaats een oppervlakte van
28,4 km², waarvan 25,5 km² land en 2,9 km² water. Wilsonville ligt op ongeveer 124 m boven zeeniveau.

## Plaatsen in de nabije omgeving
De onderstaande figuur toont de plaatsen in een straal van 24 km rond Wilsonville.